# Дедина
Дедина е село в Северна България. То се намира в община Златарица, област Велико Търново.